# Mars 2012

## Faits marquants
- 4 mars :
  - explosion du dépôt d'armes de Mpila à Brazzaville (République du Congo) ;
  - élection présidentielle en Russie, Vladimir Poutine est élu président.
- 8 mars : Abdo Hussameddine, vice ministre du pétrole du gouvernement de Bachar el-Assad, annonce qu'il rejoint l'opposition.
- 10 mars : élections législatives en Slovaquie.
- 11 mars : élections législatives au Salvador.
- 12 mars : Guillaume Soro est élu président de l'Assemblée nationale de Côte d'Ivoire.
- 13 mars : accident d'autobus en Suisse : 28 morts dont 22 enfants qui revenaient de classe de neige et leurs 4 professeurs.
- 11 au 22 mars : un terroriste islamiste, Mohamed Merah,  à moto tue 7 personnes à Toulouse et Montauban, dont trois militaires et autant d'enfants juifs, avant d'être tué lors d'une fusillade chez lui contre le RAID.

- 18 mars : élection présidentielle en Allemagne, Joachim Gauck est élu.
- 25 mars : élection présidentielle au Sénégal, Macky Sall est élu.